# 鍾城駅
鍾城駅（チョンソンえき、종성역）は、朝鮮民主主義人民共和国咸鏡北道穏城郡に位置する朝鮮民主主義人民共和国鉄道省咸北線と東浦線の鉄道駅である。

## 歴史
- 1922年12月1日：開業[1]。

## 隣の駅
朝鮮民主主義人民共和国鉄道省
咸北線
三峰駅 - 鍾城駅 - 江岸里駅
東浦線
鍾城駅 - 東浦駅